# فالشيرميجر (الحرب العالمية الثانية)
فالشيرميجر (بالألمانية: Fallschirmjäger)(تُلفظ بالألمانية: [ˈfalʃɪʁmˌjɛːɡə]  ( سماع) كان سلاح المظلات (بالألمانية: فولشيرجيرغر) فرع للوفتفافه الألمانية قبل وأثناء الحرب العالمية الثانية. استخدمت القوات المجوقلة لأول مرة أثناء احتلال ألمانيا لأوروبا. كانوا أول المظليين الألمان الذين قامو بعمليات محمولة جوا على نطاق واسع، وأصبحو يعرفو باسم «الشياطين الخضر» من قبل قوات الحلفاء الذين قاتلوا ضدها. أستخدم الألمان القوات المجوقلة أثناء احتلال فرنسا وهولندا والدنمارك التي لم تستطع المقاومة طويلا بعد أن قامت وحدة صغيرة من المظليين الألمان بالاستيلاء على الأجزاء الرئيسية للبنية التحتية أو ألحقت ضربات ساحقة على قوات الدفاع قبل قدوم الجيش الرئيسي.
كانت فولشيرميرجر فعالة جدا عند استخدامها في غارات على نمط الكوماندوز. اشتهرت برغبتها في بذل كل ما بوسعها دون أي تردد حتى في أشد المواقف. تم تكريمهم لقدراتهم القتالية الفذة وكانوا يتصرفون كرجال مشاة من النخبة. طوال الحرب العالمية الثانية، كان قائدها كورت شتودنت. تستخدم القوات المظلية عادة لتحقيق اهداف إستراتيجية وتكتيكية لأنه يمكن إنزالها عن طريق الجو على أي مكان يمكن الوصل له جواً وبالتالي تستطيع تلك القوات الوصول للأماكن التي لا تستطيع الوصول لها برياً وكذلك تستطيع النزول خلف الدفاعات والتحصينات الخاصة بالعدو. خلال عملية الكريتي تمكنت قوات المخابرات البريطانية من تحديد مقدم لمكان هبوط المظليبن الألمان وإلحاق أضرار جسيمة بهم. لم يعد أدولف هتلر يستخدم عمليات المجوقة على نطاق واسع ولكن أمريكا وبريطانيا أعجبتا جدا بقدرة هذه القوات والتي سمحت لهم بتحقيق النجاح في غزو نورماندي.

## تاريخ ما قبل الحرب
خلال سنوات ما بين الحربين، لفت التطور السريع للطائرة وتكنولوجيا الطيران انتباه المخططين العسكريين. تم اقتراح فكرة إدخال مجموعة كبيرة من القوات داخل أراضي العدو لأول مرة خلال الحرب العالمية الأولى من قبل قائد سلاح الجو الأمريكي في فرنسا - العميد وليم بيلي ميتشل. ومع ذلك، اضطرت القيادة العليا للحلفاء إلى التخلي عن الفكرة لأنها لم تكن مستعدة كليًا لمثل هذا الشئ، من الناحية اللوجستية والعتاد على حد السواء. كانت إيطاليا والاتحاد السوفياتي من أوائل من اعترفوا بإمكانيات القوات المحمولة جواً. جاءت أول وسيلة فعالة لدعم العمليات الجوية المحمولة للمشاة مع تطور المظلة الثابتة في إيطاليا في عشرينيات القرن العشرين، حيث يتم ربط المظلات بداخل الطائرة ونشرها تلقائيًا عند المغادرة. سمحت هذه التقنية بان يتم القفز على ارتفاعات منخفضة، مما يحد من التعرض لنيران العدو. كلمة Fallschirmjäger مشتقة من الكلمة الألمانية Fallschirm وتعني«المظلة» وJäger «صياد»، مشاة النخبة الخفيفة في الجيش البروسي.
كان السوفييت أول من أظهر الإمكانيات العسكرية للمشاة المحمولة جواً في ثلاثينيات القرن العشرين من خلال سلسلة من المناورات التي أجريت في عامي 1935 و1936.  على الرغم من أن الخام إلى حد ما (كان على المظليين السوفييت الخروج من ناقلات Tupolev TB-3 البطيئة الحركة عبر فتحة في السقف ثم وضع أنفسهم على طول الأجنحة والقفز معًا)، إلا أنهم تمكنو من إجراء عملية هبوط ل 1000 جندي خلال التمرين من خلال إنزالات جوية تبعها 2500 جندي آخرين يحملون معدات ثقيلة عن طريق الجو. شرعت القوات المجمعة في تنفيذ هجمات المشاة التقليدية بدعم من المدافع الرشاشة الثقيلة والمدفعية الخفيفة. وكان من بين المراقبين الأجانب الحاضرين هيرمان جورينج.
تاثر جورينج بما راه واصبح طموحاوملتزمًا شخصيًا بإنشاء سلاح ألماني محمول جواً في الثلاثينيات. وبصفته رئيس وزراء الداخلية البروسي، فقد أمر بتشكيل وحدة شرطة متخصصة في عام 1933، وهي Polizeiabteilung Wecke، المكرسة لحماية مسؤولي الحزب النازي. عُهد إلى تنظيم وحدة بوليزيمور فالتر ويك من قوة الشرطة البروسية، التي جمعت مفرزة خاصة تضم 14 ضابطًا و400 مجند في غضون يومين فقط. في 17 يوليو، تم إعادة تسمية المفرزة رسميًا باسم Landespolizeigruppe Wecke. في 22 ديسمبر 1933، تم إعادة تسمية الوحدة مرة أخرى، لتصبح Landespolizeigruppe General Göring. نفذت الوحدة مهام الشرطة التقليدية في العامين المقبلين تحت قيادة المعاون الوزاري لجورنغ فريدريك جاكوبي، ولكن كانت نية جورنج هي إنتاج وحدة تتناسب مع الرايخسوير.
حول هيرمان جورينج Landespolizei General Göring إلى أول فوج جوي متخصص في ألمانيا، (أول أفواج المظلات) من مارس-أبريل 1935 خلال الحرب الأهلية الإسبانية مما منحها تصنيف فوج في 1 أبريل 1935 (بعد أن أعلن هتلر التجنيد الإجباري في 16 مارس 1935). وقد تم استخدام الطائرات من طراز يونكرز يو 52 كطائرة رئيسية في عمليات الانزال الجوي وقد تولى الجنرال كورت ستيودنت قيادة عمليات التدريب. تم دمج الوحدة في لوفتوافه التي تم تشكيلها حديثًا في 1 أكتوبر من نفس العام وبدأ التدريب في Altengrabow. كما أمر جورنج بتعيين مجموعة من المتطوعين للتدريب على المظلات. هؤلاء المتطوعون سيشكلون نواة كتيبة فولشيرتشيرتشن («كتيبة جنود المظلات»)، كمدربين لفولزيرتشرمتروب في المستقبل («قوات المظلات»). في يناير 1936، قام 600 مجند وضابط بتشكيل كتيبة Jäger الأولى/أر جي جي، بقيادة برونو بروير، والفيلق الهندسي الخامس عشرة/ أر جي جي وتم نقلهم إلى منطقة التدريب في Döberitz للقيام بتدريبات على القفز بينما تم إرسال بقية الكتيبة إلى Altengrabow. تم افتتاح سلاح المظلات الألماني رسميًا في 29 يناير 1936  بدأ المجندين التدريب المظلي في مدرسة ستندال للمظلات التي تقع 96 كيلومتر (60 ميل) غرب برلين. تم تفعيل المدرسة بعد عدة أشهر من إنشاء وحدات المظلة الأولى في يناير 1936 وكانت مفتوحة لأفراد لوفتوافه النشطين والاحتياطيين. طُلب من ضباط الصف والضباط وغيرهم من رتب لوفتوافه أن يؤدو ستة قفزات بنجاح من أجل الحصول على شارة Latttwaffe Parachutist's (التي تأسست في 5 نوفمبر 1936).

## تشكيل - تكوين
تشكلت فرقة المظلات الأولى قبل الحرب عام 1938. كانت الفرقة موجودًة كوحدة قتالية حتى استسلام ألمانيا في إيطاليا في 2 مايو 1945، أي قبل أسبوع واحد من نهاية الحرب العالمية الثانية في أوروبا. تشكلت فرقة المظلات الثانية في أوائل عام 1943 وحاربت في أوكرانيا في أواخر عام 1943. في عام 1944 قاتلت الفرقة في غرب فرنسا. في أحد الاشتباكات، حارب الفوج السادس ضد قوات المظليين التابعة للفرقة 101 المحمولة جواً في معركة كارنتان وحول سانت لو. بعد ذلك تم عزل غالبية الفرقة وحوصرو في بريست أثناء الانسحاب الألماني من فرنسا، مما أدى إلى معركة بريست التي استمرت حتى سبتمبر 1944.
تشكلت فرق المظلات الثالثة والرابعة في أواخر عام 1943. ضمت الفرقة الرابعة أيضًا الجنود المظليين الإيطاليين من الفرقة 184 المحمولة جوا. وقعت المعركة الثالثة خلال حملة نورماندي؛ تم تدميرها في جيب فاليز في أغسطس 1944. ثم تم إعادة تشكيلها وشاركت في معركة أرنهيم، واستسلمت للقوات الأمريكية في أبريل 1945. قاتلت الفرقة 4 على وجه الحصر على الجبهة الإيطالية بما في ذلك معركة أنسيو في روما وعلى الخط القوطي. استسلمت لقوات الحلفاء في أبريل 1945.
تشكلت فرق المظلات الخامسة والسادسة والسابعة في عام 1944 في فرنسا وحاربت على الجبهة الغربية كقوات مشاة عادية. تم تدمير الفرقة الخامسة في جيب الرور في أبريل 1945، واستسلمت الفرقة السادسة والسابعة في نهاية الحرب في مايو. كانت هذه الوحدات من بين آخر الوحدات التي تم ندريبها أو تدريبها جزئيًا حيث تتألف من المظليين في الجيش الألماني خلال الحرب العالمية الثانية، حيث لم يكن هناك أفراد متاحون لتدريب المجندين الواعدين بحلول أواخر عام 1944.
اما الفرق 8 و9 و10 كانوا تابعين بالاسم فقط لسلاح المظلات، حيث تم تشكيلهم على عجل في عام 1945 من وحدات متباينة من سلاح الجو الألماني، بما في ذلك الأطقم الأرضية. تلقو تدريباً ضعيفاً وكانو غير مستعدين في الغالب للقتال، قاتلوا على الجبهة الشرقية التي تنهار سريعا، بما في ذلك داخل ألمانيا. حاربت الفرقة الثامنة في هولندا قبل تدميرها في جيب الرور. خاضت الفرقة التاسعة القتال في معركة مرتفعات سيلو وفي معركة برلين قبل تدميرها في أبريل 1945، استسلمت الفرقة العاشرة للقوات السوفيتية في مايو 1945.

## الحرب العالمية الثانية

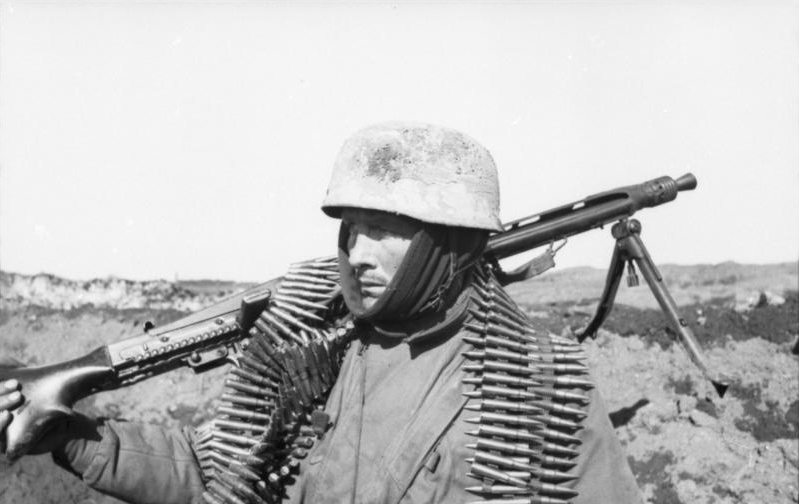
المظلي الألماني من الفيلق PK XI Flying Corps حيث يحمل مدفع رشاش إم جي-42 في الاتحاد السوفيتي في عام 1942

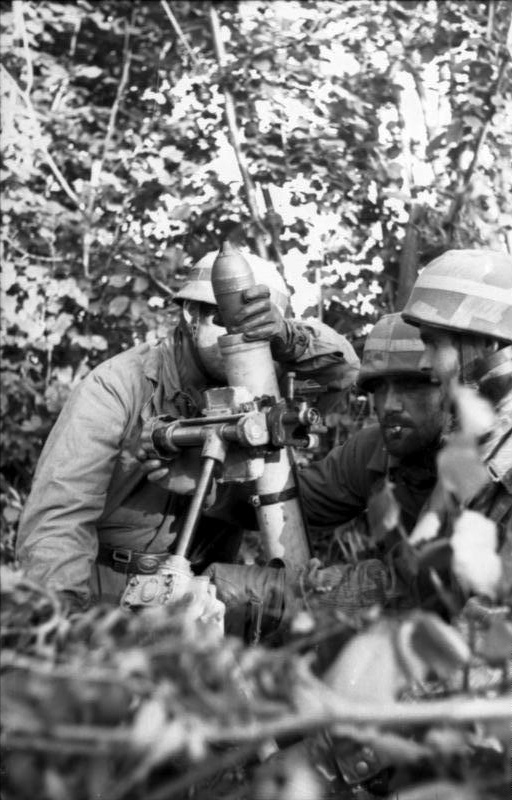
Fallschirmjäger هاون لاطلاق النار من عيار 8 سم Granatwerfer 42 "Stummelwerfer".

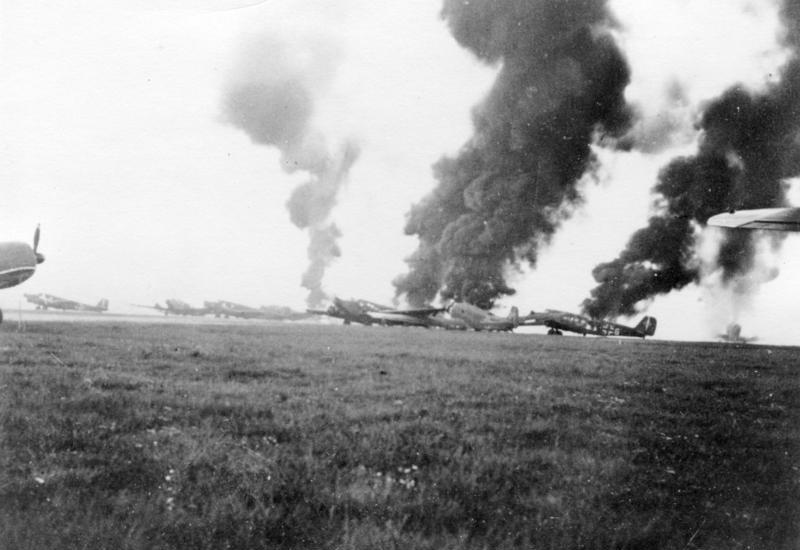
أحتراق طائرة يونكرز جو 52s ألمانية في يبنبورغ، هولندا في عام 1940.

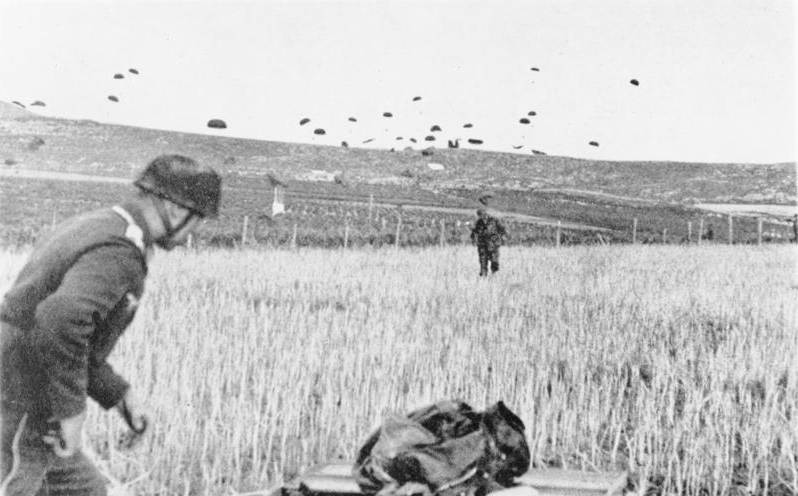
هبوط فولشيرميرجر على جزيرة كريت عام 1941.

أطلق الألمان -ما يمكن أن يطلق عليه «الهجوم» الجوي الأول في التاريخ- في 12 مارس 1938 عندما استولى المظليون الألمان على مطار واغرام في النمسا كما استخدمت قوات المظليين الألمان في الهجوم على النرويج في أبريل 1940 عندما استولوا على المطارات في أوسلو وستافنجر. في الهجوم على هولندا لعبت قوات المظليين الألمان دورا رئيسيا في عزل مدينة لاهاي، وفي بلجيكا، استولوا على الجسور الحيوية واستولت القوات المحمولة جوا على الحصن الاستراتيجي في إيبين امائل.
وقعت أول الهجمات المحمولة جوا أثناء الحملة النرويجية، أولاً أثناء الغزو الأولي عندما استولت فولشيرميرجاير على قاعدة سولا الجوية بالقرب من ستافنجر. تعرض فولشيرميرجر أيضًا لهزيمته الأولى في النرويج، عندما تم إنزال الفيلق على تقاطع القرية وسكة حديد دومبوس في 14 أبريل 1940 ودمره الجيش النرويجي في معركة استمرت خمسة أيام. شنّ الألمان هجوماً مظلياً بالقوات المحمولة جوا في لاهاي وروتردام بهدف أسر الملكة يوليانا والعائلة الملكية والسيطرة على مركز قيادة الجيش الهولندي، كما أرادت قوات المظلات النازية احتلال مطارات هاتين المدينتين أيضاً. خاض الجيش الهولندي قتالاً ضارياً ضد النازيين، لكن بعد يوم واحد من القتال كان الألمان قد وصلوا بالفعل إلى افسلاوتدايك وخريبليني في محافظات خيلدرلاند وأوتريخت. كان الهدف الأول هو السيطرة على جسر نهر ماس، ولكن هذه الخطة فشلت بسبب المقاومة الضارية للجيش الهولندي للهجوم النازي وأسقط مئات الطائرات الألمانية وتم أسر الكثير من الطيارين والمظليين الالمان واُرسِلوا إلى إنجلترا كأسرى حرب. في النهاية في 13مايو لم يعد بوسع الهولنديين مواصلة المقاومة لكن المعارك استمرت لفترة غادرت خلالها الملكة وجزء من الوزارة والحكومة إلى إنجلترا. في 14 أيار قصف الألمان روتردام وهددوا بأن يفعلوا الشيء نفسه في اوتريخت فاستسلم الجيش الهولندي واستسلمت هولندا رسميا يوم 15 مايو 1940.
في الوقت نفسه شنّ الألمان هجوماً مظلياً بالقوات المحمولة جوا في لاهاي وروتردام بهدف أسر الملكة يوليانا والعائلة الملكية والسيطرة على مركز قيادة الجيش الهولندي، كما أرادت قوات المظلات النازية احتلال مطارات هاتين المدينتين أيضاً.
أثناء الغزو الألماني لبولندا في عام 1939، تم إرسال فولشيرجيرجير لاحتلال العديد من المطارات بين نهري فيستولا وبوغ.
في 10 مايو 1940، قامت فولشيرميرجر بغارة ناجحة على أقوى تحصينات في العالم المعروف باسم إبن إميل. تألف ابن إميل من عدة مواقع للأسلحة وكان يديرها 1200 جندي بلجيكي. هاجمت فولشيرميرجر المدفعية برماة اللهب والقنابل اليدوية المجوفة. تم إنجاز المهمة من قبل Sturmgruppe Granit (مجموعة الغرانيت الهجومية)، التي كانت تتألف من 85 جنديًا فقط. على الرغم من كونها في وضع غير مؤات من حيث العدد والقوة النارية، فقد استغرق الأمر ساعات قليلة فقط للسيطرة على الحصن. أصبح تدريب وشجاعة فولشيرميرجر دليل على قوتها.
خلال غزو هولندا، تم نشر أكثر من 2000 جندي من الفرقة الجوية السابعة، في حين شارك حوالي 12000 جندي من الفرقة الجوية الثانية والعشرون.  سيطر فولشيرميرجر على الجسور في Moerdijk ودوردريخت بنجاح. عانى فولشيرميرجر من خسائر فادحة أثناء الإستيلاء على دوردريخت. كما استولى المظليون الألمان على المطارات في فالكنبورغ وأوكنبورغ ووالهافن ويبنبورغ. ومع ذلك، فشل الألمان في الاستيلاء على لاهاي وإجبار الهولنديين على الاستسلام. كان أداء فولشيرميرجر في هولندا مختلطًا فيما يتعلق بالكفاءة. أُجبرت العديد من الطائرات التابعة لكتيبة النقل الجوي الثانية والعشرون على الهبوط على الطرق السريعة المكشوفة لأن الكتيبة الجوية السابعة فشلة في تأمين المطارات المحددة. انتهى المطاف بمعظم الطائرات بتلقيها النار من المشاة الهولندية ونيران المدفعية. لقد تسبب فولشيرميرجر بحدوث اضطراب كبير وراء الخطوط الهولندية.
خلال حملة اليونان، قامت القوات الألمانية المحمولة جوا بأداء آخر إنزال مظلي إستراتيجي. غزت القوات الألمانية يوغوسلافيا واليونان، بدعم من وحدات من حلفاء ألمانيا (إيطاليا وبلغاريا والمجر ورومانيا)، وبشكل سريع أخضعت البلقان. وأُجبرت القوات البريطانية، المرسَلة لمساعدة اليونانيين، على الانسحاب إلى جزيرة كريت. وفي منتصف مايو، هبط المظليون الألمان على أرض كريت وتمكنوا من هزيمة البريطانيين هناك، بعد قتال عنيف. وتم تقسيم يوغوسلافيا واليونان بين المنتصرين. في 20 مايو 1941 اطلقت ألمانيا أكبر عملية انزال لقوات المظليين في التاريخ وذلك لغزو جزيرة كريت اليونانية حيث استخدام في العملية 500 مقاتلة وقاذفة و500 طائرة نقل و 72 طائرة شراعية. العملية لم تمر بسلاسة بسبب نيران العدو البرية. كان الهدف من هذه العملية الاستيلاء على الجزيرة واخذها من القوات البريطانية وقوات الكومنولث حيث تم الاستيلاء في البداية على مناطق حول مطار ماليم أخذوا جسر تافرونيتيس وفي وقت لاحق المطار لكن العديد من المظليين هبطوا بين قوات العدو ونتج عن ذلك خسائر فادحة.
كانت العديد من الوحدات ام مبعثرة أو تم قتلها بالكامل كما فقدت قذائف الهاون الثقيلة التي تم انزالها بعد إسقاطها فوق خزان وقتل قادة العملية في حادث تحطم طائرة شراعية. أسقطت مجموعة من المظليين بطريق الخطأ في البحر حيث غرقوا جميعًا. تمكنت Fallschirmjäger من الاستيلاء على المواقع البريطانية المضادة للطائرات التي أجبرت على الاستسلام. تم القبض على 12000 من قوات الكومنولث واليونانية. وقد خسرت فولشيرميرجر 63 قتيلا و 174 جريحا. قاد لواء المظليين الألماني المهاجم الجنرال شتودنت والذي خطط لعملية الغزو على اساس اسقاط جنوده في القاعدة الجوية والبحريه للبريطانيين وكذلك اسقاط المجموعه الثالثة داخل الجزيرة للسيطرة على عقد المواصلات بها ومن ثم يتم استخدام القاعدتين البريطانيتين البحرية والجوية في نقل القوات الألمانية النظامية سواء بالهبوط العادى في القاعدة الجوية أو انزال المعدات الثقيله في القاعدة البحرية وذلك ضمانا لتشتت وارتباك صفوف المدافعين البريطانيين وبدا التنفيذ على ثلاثة مراحل; أولا قصف عنيف من الجو لتدمير القوات والمبانى الاساسية للمطار والميناء. وثانيا ضرب بالرشاشات والقنابل الخفيفة من الارتفاعات المنخفضه وذلك لحصد القوة البشرية (وقد تبنت القوات الجوية الامريكيه هذا الاسلوب لسنوات بدءا من معارك المحيط الهادئ مرورا بفيتنام ومؤخرا في أفغانستان). وثالثا اسقاط المظليين في مجموعات للسيطرة على الميناء والقاعدة الجوية ونقاط تقاطع الطرق الرئيسيه وكانت تلك هي طليعه قوات المظليين الألمانية. بدأ الهجوم في 20 من مايو سنه 1941 بإسقاط جوي كبير بعدد 600 مظلي كدفعه اولى وصل العدد حتى نهاية اليوم إلى 3000 مظلى المانى واستطاعت هذه القوة الألمانية السيطرة على القاعده الجوية بسرعه وبصورة مباغته وتأمينها وجعلتها صالحة لنزول القوات الألمانية النظامية كما تم تأمين نقاط عقد المواصلات في الجزيرة. تحركت القوات البريطانية للمطار للرد على المهاجمين قام الالمان باسقاط جوى على منطقه الميناء لانشاء رؤوس الشواطئ ولكنها صادفت مقاومه شديدة ومركزة من القوات البريطانية فيها الامر الذي لم تكن تتوقعه القوة الألمانية المسقطه جوا فقد كانت ذخائرها وعداتها اقل من المطلوب فكان نتيجة لذلك تكبدها خسائر فادحة وكان الخطا الافدح من جانب القوات الألمانية هو تعجلها بإنزال قوتها بحرا مما احدث خسائر فوق المتوقعة في موجات الإنزال الأولى كنتيجه لامرين الأول هو فشل القوه المسقطه جوا وثانيها هو الاستعجال في الانزال البحرى.
عانت فولشيرميرجر من خسائر فادحة خلال معركة كريت، خاصة أثناء عملية ميركور التي ستكون نهاية العمليات المحمولة جواً واسعة النظاق لفولشيرميرجر. استخدم الألمان 22000 من الجنود المظليين، لكن في غضون تسعة أيام فقط، قُتل أو فقد 3,250 منهم وجرح 3400 آخرين. قيل أن المستشار الألماني أدولف هتلر مرعوب من هذه الخسائر التي تكبدها وأنه منع المزيد عمليات الانزال الجوي لقوات المظليين. ومع ذلك، كانت هذه العملية الأخيرة نجاحًا استراتيجيًا باستخدام موارد قليلة نسبيًا. أرسلت قوات المظليين الألمان إلى روسيا حيث قاتلوا كقوات برية. من المفارقات أن استخدام المظليين الألمان على جزيرة كريت كان أحد الأسباب التي جعلت الحلفاء يبدأون بتجريب عمليات الانزال الجوي.
خلال غزو الاتحاد السوفيتي عام 1941، تم تكليف الكتيبتين الأولى والثالثة من فوج المظليين الأول والكتيبة الثانية من فوج لاندلاند-ستورميريغيمنت (فوج الاعتداء الجوي) بالجيش الثامن عشر التابع لمجموعة الجيوش الشمالية، حيث سيجريان عمليات في منطقة لينينغراد. تم نشر فولشيرميرجر على وجه التحديد في شرق لينينغراد على نهر نيفا لضرب الجيش الأحمر في المدينة. في أكتوبر 1941، شارك المظليون الألمان في قتال عنيف ضد السوفييت ونجحوا في صد الهجمات السوفيتية.
من أواخر أكتوبر 1941 حتى 4 يوليو 1942، شاركت كتيبة النقل الجوي الثانية والعشرون في حصار سيفاستوبول. اجتاحت فولشيرميرجر لواء المشاة البحري 79 السوفيتي خلال العمليات القتالية. حاولت الوحدة السوفيتية القيم بهجوم مضاد في 10 يونيو، لكن تم صدها. تم تدمير التشكيل السوفييتي بشكل فعال، بدعم من لوفتوافه، التي استخدمت القنابل المضادة للأفراد ضد المشاة السوفييتيين الذين تم القبض عليهم في العراء.
في يوليو 1942، تم نشر لواء المظلات رامكة -نسبةً إلى قائده هيرمان بيرنهارد رامكة- في شمال أفريقيا للمساعدة في المجهود الحربي هناك. في أواخر شهر أكتوبر شارك اللواء في معركة العلمين الثانية. استحوذ اللواء على عمود إمداد بريطاني مع تزويده ببعض الشاحنات والإمدادات التي كان للحاجة لها.
بين نوفمبر وديسمبر 1942، تم نقل الكتيبتين الأولى والثالثة من فوج المظليين الخامس إلى تونس لحماية مطاراتها واتخاذ مواقع دفاعية في جميع أنحاء مدينة كوخ خلال عملية الشعلة. تلاها كتيبة المظليين الحادية عشرة تحت قيادة الرائد رودولف فيتزيغ. كان لديها قوة من 716 رجل. استحوذت على مواقع دفاعية غرب تونس حيث خاضت سلسلة من المعارك مع قوة الحلفاء المتقدمة. تلقت أجزاء من الوحدة تدريباً خاصاً على الاستطلاع وجمع المعلومات الاستخبارية. أدت هذه المعلومات الاستخباراتية إلى آخر إنزال مظلي في شمال إفريقيا. انتهت العملية بفشل كبير بسبب الطياريين عديمي الخبرة وقليلي التدريب. تم إنزال مظلي فولشيرميرجر بعيدا عن أهدافهم. لم يصل المظليين إلى أهدافه أبدًا لأن العديد من الدوريات البريطانية ألقت القبض عليها أثناء هبوطه.
في 26 ديسمبر 1942، تم نقل رجال فيلق باراشوت التابع لفوج براندنبورغ بواسطة الطائرات الشراعية في عملية لتدمير الجسور وطرق الإمداد التي يستخدمها البريطانيون.  كانت أيضا كارثة. تم إسقاط بعض الطائرات الشراعية أثناء تحليقها فوق خطوط العدو بينما تم تدمير آخرى أثناء اقترابهم من أهدافهم. وقتل معظم المظلين في العملية.
تم إرسال فوج المظليين الثاني، كتيبة فوج الاعتداء، وكتيبة المدافع المضادة للدبابات والمدافع الرشاشة للقيام بعمليات في أوكرانيا. تتم الحاقهم في مجموعة الجيش الجنوبية. تُعرف هذه القوة باسم Kampfgruppe Sturm بقيادة Oberst Alfred Sturm . عانى مظليو فولشيرجير من خسائر فادحة أثناء الدفاع عن القطاع على طول نهر ميوس حول بلدة تشارزيك خلال شتاء عام 1941 وحتى أوائل عام 1942.
في مارس 1943، دافع فولشيرميرجرمن الكتيبة الثالثة من الفوج الرابع والفرقة السابعة المحمولة جواً عن تل في لوشي على الجبهة الشرقية. تم تعزيزها بواسطة مظليين من الكتيبة الثالثة من الفوج الثالث. بين 20-27 آذار / مارس، مسحت هاتان الكتيبتان فرقتين سوفيتيتين كاملتين عن وجه الأرض.
في مايو 1943، تم إلقاء القبض على ما تبقى من وحدات فولشيرميرجر في شمال أفريقيا من قبل قوات الحلفاء. تم نقل قادة فولشيرميرجر من شمال إفريقيا وتمكنوا من الفرار من الأسر.
في 12 سبتمبر 1943، قام فولشيرميرجر بمهمة إنقاذ ناجحة لرئيس الوزراء الإيطالي بينيتو موسوليني في غران ساسو. المعروفة باسم الغارة غران ساسو. تلقى أوتو سكورزيني أوامر بالتوجه فورا إلى راستنبورغ مع خمسة ضباط آخرين من وحدات مختلفة سكورزيني سرعان ما وجد نفسه في محادثة مع أدولف هتلر. طلب هتلر رأيهم في الشعب الإيطالي وابدى الضباط الخمسة تعاطفهم وتظامنهم مع الايطالين. امر هتلر الجميع بالانصراف عدى سكورزيني ثم أعطى هتلر له أوامر سرية للغاية للإنقاذ الدوتشي ومع توقع الجميع من الحكومة الإيطالية الجديدة أن تستسلم قريبا للحلفاء أمر هتلر سكورزيني بإنقاذ موسوليني في أسرع وقت ممكن بالنسبة للبعثة التي يطلق عليها اسم عملية إيش (أوك)، سكورزيني ورجاله سوف يقدم تقارير مباشرة إلى الجنرال Kurt Student الذي سيقدم كل الدعم اللازم. تلقى سكورزيني معلومات استخباراتية تشير إلى أن موسوليني كان محتجزا في فندق كامبو إمبيراتور وهو جزء من منتجع للتزلج في غران ساسو ويقع على هضبة يبلغ ارتفاعها حوالي 6300 قدم فوق مستوى سطح البحر قرر سكورزيني أن العملية ستكون عن طريق الجو واتفق سكورزيني والجنرال كورت شتودت أن الهجوم الوحيد الذي كان ممكنا كان من قبل الطائرات الشراعية والهبوط على رقعة من العشب بالقرب من الفندق. الخطة التي وضعوها سكورزيني للهجوم الجوي تتألف من اثني عشر طائرة شراعية وفي الوقت نفسه سيقوم الميجور هانز مورس الذي يقود كتيبة المظلات بتامين السكة الحديدية وإرسال التعزيزات وبالإضافة إلى ذلك سكورزيني سيكون معه الجنرال فريناندو سوليتي الذي كان من المأمول ان يقنع الحراس بعدم اطلاق النار. في 12 سبتمبر 1943 بعد أربعة أيام من إعلان الهدنة الإيطالية، أطلقت عملية أواك وبدأت المشاكل على الفور لأن الطائرات الشراعية وصلت في وقت متأخر. بعد وصول الطائرة الأولى لمنطقة العمليات واقترابها من منطقة الهبوط، اكتشف سكورزيني أن مستوى العشب في صور الاستطلاع رفيع المستوى كان في الواقع انحدار صخرة متناثرة صاح سكورزيني إلى الطيار حط بالطائرة بالقرب من الفندق قدر الإمكان.
هبط الطيار بالطائرة الشراعية على بعد ثلاثين قدما من الفندق كما فعلت الطائرات الشراعية الأخرى نفس الامر. هرع سكورزيني والجنرال سولتي وعدد قليل من الكوماندوز من الطائرة إلى الفندق. بعد ثلاث دقائق، وقف سكورزيني اما موسوليني وتم سحبه من المكان. لم يتم اطلاق أي رصاصة في العملية.
تلقت العملية إشادة واسعة على الرغم من أن مقاومة العدو كانت قليلة للغاية أثناء العملية. فقط اثنان من جنود العدو لقوا حتفهم خلال العملية. وكانت الوحدة الأساسية المسؤولة عن نجاح المهمة هي فولشيرميرجر لاتي باتاليون. تم اعتبارها نخبة النخبة وتم تسميتها لأسباب أمنية 1. /FJR7. كان تحت قيادة الرائد هارالد مورس. لعب الجنرال كورت دورًا رئيسيًا في تخطيط العملية. تمكن أوتو سكورزيني وقواته -المكونة من 26 فرد- المشاركة من فافن إس إس من الحصول على الكثير من الفضل في نجاح العملية على الرغم من حقيقة أن 82 من جنود فولشيرميرجر لعبوا دورا أكثر أهمية خلال العملية. تلقى سكورزيني ترقية إلى رتبة قائد وحدة الاعتداء، ووسام الفارس الصليبي الحديدي ولقبه هتلر بأخطر رجل في أوروبا.
خلال 26 سبتمبر 1943 إلى 16 نوفمبر 1943، شاركت فولشيرميرجر في معركة ليروس.
في أكتوبر 1943، شاركت كتيبة الطيران فولشيرميرجر 22 في معركة كوس.
في نوفمبر من عام 1943، تم استدعاء فرقة المظلات الثانية إلى الجبهة الشرقية حيث اتخذت موقعًا بالقرب من مدينة جيتومير الروسية. قرر الجيش الأحمر على الإستيلاء على مركز الاتصالات هناك وتدمير كامل الجناح الجنوبي الألماني. كان الهدف الأساسي للجيش الأحمر هو الاستيلاء على كييف. بحلول ديسمبر / كانون الأول، كان الجيش الأحمر قد حشد قوة كبيرة شمال شرق المدينة. تمكن فولشيرميرجر من مساعدة القوات الألمانية الأخرى في سد الثغرات التي أحدثها التقدم السوفيتي.
في 15 ديسمبر 1943، تم نقل كتيبة المظليين الثانية إلى كروبيفنيتسكي ووضعت على الجبهة في كلينتسي.  كانت مدعومًا من فرقة بانزر الحادية عشرة ولواء المدفعية ذاتية الدفع 286. وشارك فولشيرميرجر في قتال عنيف حول نوفغورودكا. وبحلول 23 ديسمبر، استقر المظليون في الجبهة لكنهم عانوا من خسائر فادحة.
خلال الفترة من 17 يناير إلى 18 مايو 1944، شاركت فولشيرميرجر في معركة مونتي كاسينو. كان هدف قوات الحلفاء الزحف نحو روما.
في 15 فبراير، أسقط قاذفات القنابل الأمريكية 1400 طن من المتفجرات الشديدة الانفجار، مما تسبب في أضرار كبيرة. فشلت الغارة في تحقيق هدفها، حيث احتلت فولشيرشيرجار منطقة الركام وأنشأت مواقع دفاعية ممتازة وسط الأنقاض.
في الفترة ما بين 17 يناير و 18 مايو، تم مهاجمة دفاعات مونتي كاسينو وجوستاف أربع مرات من قبل قوات الحلفاء، وكان آخرها عشرين فرقة مهاجمة على طول جبهة من عشرين ميل. وأخيراً تم طرد المدافعين الألمان من مراكزهم، ولكن بتكلفة عالية. أسفر الإستيلاء على مونتي كاسينو عن وقوع 55 ألف ضحية لقوات الحلفاء، وكانت الخسائر الألمانية أقل بكثير، والتي تقدر بحوالي 20 ألف قتيل وجريح.
في أوائل يناير 1944، شن الجيش الأحمر هجومًا جديدًا على فرقة المظلات الثانية.  عانت فولشيرميرجر من خسائر فادحة وتم تدمير الكتيبة الثانية من الفوج الخامس. بحلول 6 يناير 1944، تم إجبار الفوج السابع والخامس والثاني على الانسحاب من نوفغورودكا بسبب جهود الجيش الأحمر. في مارس، استأنف الجيش الأحمر عملياته مرة أخرى ضد فرقة المظلات الثانية. بحلول الأسبوع الأخير من الشهر، أجبر الجيش الأحمر الفرقة عبر نهر بوغ حيث أسسو مواقع دفاعية على الضفة المقابلة. بحلول شهر مايو، أجبر الجيش الأحمر فولشيرجيرجير على التراجع إلى نهر دنيستر. لقد أنهك القتال فولشيرميجير، وبحلول نهاية الشهر، تم نقل الكتيبة إلى ألمانيا لتجديدها.
في 3 يوليو 1944، حارب فيلق المظلات الثاني للجيش الأمريكي الأول في كوتنس-ماريجني-سانت. لو. استغل «فولشيرجيرجاير» تضاريس ما يسمى «بوكاج» و «التحوط» لصالحهم لإنكار التفوق الأمريكي في كل من القوة النارية وتعداد القوات. ألحقت القوات الأمريكية خسائر فادحة في القوات الأمريكية بسبب التفوق التكتيكي والتضاريس التي منع الأمريكيين من استخدام قواتهم المدرعة.
في 11 يوليو 1944 قامت الكتيبة الأولى وفوج المظليين التاسع بتنفيذ هجوم ناجح على الكتيبة الأمريكية الأولى وفوج المشاة 115. في البداية، عانى الأمريكيون من فقدان البؤر الاستيطانية في الغالب بسبب المدفعية الألمانية وقذائف الهاون. ثبت الأمريكيون بسبب دعمهم المدفعي والجوي، وفي النهاية أُجبرو على التراجع.
في 11 يوليو 1944، عانت فرقة المظلات الثالثة من خسائر فادحة أثناء محاولتها منع القوات الأمريكية من الاستيلاء على مدينة سانت لو. عانى لواء المظلات الألماني الثاني عشر وفيلق الاستطلاع المظلي الثالث والكتيبة الهندسية الثالثة من خسائر فادحة في الغالب بسبب نيران المدفعية الأمريكية. صمدو حتى 27 يوليو بسبب جهدهم الكبير. تمكنت القوات الألمانية من إلحاق 11000 ضحية بالأمريكيين.
في 25 يوليو 1944، تم وضع كتيبة المظليين 21 على الطريق بين دونابورج وكوفنو في ليتوانيا.  هاجم الجيش الأحمر الكتيبة في اليوم التالي. تم تطويق الكتيبة وتدميرها في النهاية. تم حل الوحدة وإرسالها إلى وحدات Fallschirmjäger الأخرى.
في 25 يوليو 1944، شاركت فرقة المظلات الثانية في الدفاع عن بريست ضد الفيلق الأمريكي السابع. تكبدت القوات الأمريكية خسائر تقدر ب 4000 ضحية في عملية للإستيلاء على الميناء. تم تدمير عناصر أخرى من فرقة المظلات الثانية من قبل القوات المدرعة الأمريكية بينما كانوا في طريقهم لمساعدة فرقة المظلات الخامسة في سان مالو. استولت القوات الأمريكية على بريست في 20 سبتمبر 1944. تم إرسال ما تبقى من فيلق المظلات الثاني إلى كولونيا بعد فاليز للراحة والتجديد. توجه فوج المظلات السادس -هيدتي- إلى فندق Guestrow-Mecklenburg ليشكل الأساس لفوج جديد.
في سبتمبر 1944، حارب فيلق المظليين الأول ضد هجوم الحلفاء في إيطاليا المعروف باسم عملية الزيتون.
في سبتمبر 1944، كانت فرقة المظلات الرابعة تدافع عن مواقعها في Futa و2 Giogo Passes عندما شنت فرقتي الولايات المتحدة الأمريكية 91 و85 هجومًا. وأعقب ذلك ستة أيام من القتال العنيف. نجحت القوات الأمريكية في الاستيلاء على ممر جيوغو الثاني ومونتيسيلي ريدج ومونتي ألتسو في إيطاليا، ويعزى ذلك في معظمه إلى القوة النارية الساحقة للقوات الأمريكية.
في 21 سبتمبر 1944، نجحت القوات البريطانية والكندية في التغلب على المواقع الدفاعية التي يديرها سلاح المظلات الأول للاستيلاء على ريميني.
في 13 أكتوبر 1944، تمكنت قوات المحور التي شملت فرقة المظلات الرابعة من وقف تقدم فيلق الحلفاء الثاني جنوب بولونيا في إيطاليا.
في أبريل 1945، تم تدمير فرقة المظلات التاسعة أثناء محاولة احتواء الجسر الروسي على الضفة الغربية لنهر أودر. وتم تدمير ما تبقى من الوحدة أثناء محاولة الدفاع عن برلين من الجيش الأحمر.
في أبريل 1945، تم تدمير فرقة المظليين العاشرة على يد الجيش الأحمر في النمسا.  تم تدمير كتيبة المدفعية التابعة للفرقة في فيلدباخ على يد الجيش الأحمر. وتم تدمير ما تبقى من الوحدة شمال بروين.
في 15 أبريل 1945، قصفت 760 قاذفة تابعة لقوات الحلفاء مواقع سلاح المظلات الأول ووحدات المحور الأخرى في أرجنتا جاب في إيطاليا.  واصل المظليين القتال، ولكن بحلول 18 أبريل، ترنحت قوات المحور بسبب هجوم الحلفاء الأرضي والجوي الضخم.
في مايو 1945، استسلم المظليين المتبقيين من فرقتي المظلات الأولى والرابعة في إيطاليا إلى جانب قوات المحور المتبقية. نجحت قوات الحلفاء في دفع قوات المحور إلى الفتح حيث تسبب الدعم الجوي الهائل في خسائر فادحة. انتهت حملة Axis في بهزيمة إيطاليا.

### اصابات
وفقًا للأركان العامة للفيرماخت، فإن فولشيرميجير عانت من الخسائر التالية حتى فبراير 1945:
- 21309 من المجندين و732 ضابط قتلوا
- 56388 من المجندين و1206 من الضباط الجرحى
- 43896 من المجندين و889 من الضباط المفقودين

المجموع: 121,593 من المجندين و2827 من الضباط.

### قائمة الوحدات
بعد منتصف عام 1944، لم يعد يم تدريب فولشيرميرجر كمظليين بسبب الوضع الاستراتيجي المتدهور لألمانيا النازية زاصبحو يتدربو كالقتال كمشاة. قرب نهاية الحرب، امتدت سلسلة انقسامات فولشيرميرجاير الجديدة إلى ثلاثة عشر على الورق؛ لم يتم تشكيل المجموعات الثلاثة الأخيرة التي تم إنشاؤها (11 و20 و21) بشكل كامل ولم تشهد أي قتال.
تشكلت فرقة مظليين النخبة الأولى قبل الحرب في عام 1938. نجت الفرقة حتى استسلام ألمانيا في إيطاليا في 2 مايو 1945، قبل أسبوع واحد من نهاية الحرب العالمية الثانية في أوروبا. تشكلت فرقة المظلات الثانية في أوائل عام 1943 وحاربت في أوكرانيا في أواخر عام 1943. في عام 1944 قاتلت الفرقة في غرب فرنسا. في أحد الاشتباكات، حارب الفوج السادس ضد قوات المظليين التابعة للفرقة 101 المحمولة جواً في معركة كارنتان وحول سانت لو. بعد ذلك تم عزل غالبية الفرقة واحيط بهم في بريست أثناء التراجع الألماني من فرنسا، مما أدى إلى معركة بريست التي استمرت حتى سبتمبر 1944.
تشكلت الفرقة الثالثة والرابعة من شجيرمير في أواخر عام 1943، من مجموعة من قدامى المحاربين من الفرقة الأولى والثانية. ضمت الفرقة الرابعة أيضًا على جنود مظليين إيطاليين من الفرقة المئة والرابعة والثمانين المحمولة جوا. حققت الفرقتان الثالثة والرابعة سجلات مثير للإعجاب في المعارك، على التوالي، الجبهة الغربية وإيطاليا. قاتلت الفرقة الثالثة خلال حملة نورماندي ولكن تم محاصرتها ودمرت بالقرب من جيب فاليز في أغسطس 1944. ثم تم إصلاحها وشهدت نشاطًا خلال معركة أرنهيم، والتي استسلمت في النهاية للقوات الأمريكية في أبريل 1945. قاتلت الفرقة الرابعة على وجه الحصر على الجبهة الإيطالية بما في ذلك معركة أنسيو في روما وعلى الخط القوطي. استسلمت لقوات الحلفاء في أبريل 1945.
تشكلت الفرق الخامسة والسادسة والسابعة في عام 1944 في فرنسا وحاربت على الجبهة الغربية كقوات مشاة عادية. كانت الفرقة الخامسة هي الفرقة الأخيرة التي حصلت على تدريب بالقرب من فولشيرجيرجاير. تفتقر إلى التدريب المكثف من الوحدات السابقة. تم الاستيلاء على الفرقة الخامسة على الأغلب في جيب الرور في أبريل 1945، استسلمت السادسة والسابعة في نهاية الحرب في مايو.
الفرق 8 و9 و10 كانوا فرقا مظلية بالاسم فقط، شكلو على عجل في عام 1945 من مجموعات مختلفة من وحدات سلاح الجو الألماني، بما في ذلك الأطقم الأرضية. تلقو تدريباً ناقصاً وكانو غير مستعدين في الغالب للقتال، قاتلوا على الجبهة الشرقية التي تنهار بسرعة، بما في ذلك داخل ألمانيا. حاربت الفرقة الثامنة في هولندا قبل أن تدمر في جيب الرور. اما التاسعة فشاركت في المعارك في معركة مرتفعات سيلو وفي معركة برلين قبل تدميرها في أبريل 1945، نجت الفرقة العاشرة حتى استسلامها للقوات السوفيتية في مايو 1945.
الجيش
- جيش المظليين الأول

فيالق
- فيلق المظليين الأول
- فيلق المظليين الثاني

الفرق المظلية
- فرقة المظليين الأولى
- فرقة المظليين الثانية
- فرقة المظلة الثالثة
- فرقة المظليين الرابعة - تضم متطوعين من فرقتي المظلات الإيطالية 184 و185
- فرقة المظليين الخامسة - آخر قسم لتلقي التدريب بالقرب من التدريب الكامل في فولشيرميجير
- فرقة المظليين السادسة
- فرقة المظليين السابعة - مجموعة إردمان سابقًا، وهي مجموعة مخصصة من سلاح الجو الألماني على الجبهة الغربية

فرق المشاة مع فولشيرميرجر بالاسم فقط
- فرقة المظلات الثامنة
- فرقة المظلات التاسعة
- فرقة المظلات العاشرة
- فرقة المظليين الواحدة والعشرين - شكلت جزئيا
- فرقة المظليين العشرين - شكلت جزئيا، لم ترى القتال ابدا
- فرقة المظليين الواحدة والعشرين - شكلت جزئيا، لم ترى القتال ابدا

أفواج وألوية مستقلة
- لواء المظليين رامكي
- فوج Luftlande-شتورم
- فوج فولشجيرجاير-فوجنر، التابع ل 8. شعبة فولشيرجير .

وحدات المظليين الأخرى
فافن-إس إس
- كتيبة المظليين إس إس 500
- كتيبة المظليين إس إس 600

جيش
- فوج براندنبورغ
- كتيبة الإنزال الجوي الثاني والعشرون
- فرقة الإنزال الجوي 91

## جرائم حرب
أثناء الغزو الألماني لكريت، ألحقت قوات الحلفاء والقوات غير النظامية الكريتية خسائر فادحة للفيرماخت. تم إصدار أمر بالانتقام لإرسال رسالة إلى سكان جزيرة كريت كي لا يقاوموا الاحتلال الألماني للجزيرة. تم اختيار مجموعة مختارة من فولشيرميرجر لتنفيذ الأعمال الانتقامية ضد المدنيين حيث كانت تتألف من أربع شاحنات مليئة بالمظليين الألمان من الكتيبة الثالثة من فوج لوفتلاند-ستورم-الأول بقيادة أوبرليوتنانت هورست تريبس. في 2 يونيو 1941، وصل المظليون إلى قرية كوندوماري وقاموا بجمع القرويين الذكور واختاروا ضحاياهم. قُتل ما بين ثلاثة وعشرين إلى ستين رجلاً في عملية إعدام رميا بالرصاص بينما كانت نساء وأطفال القرية يشاهدون القتل الجماعي الذي أصبح يعرف باسم مذبحة كوندوماري. وكإجراء انتقامي آخر ضد الكريتيين في اليوم التالي، قتل الفوج الأول للإنزال الجوي في فولشيرميرجار مائة وثمانين نسمة في قرية كاندانوس ودمر القرية على الأرض.

## تأثير ما بعد الحرب
وضعت الحرب العالمية الثانية الألمانية فولشيرميرجر، وبراندنبورغز، ولا سيما كتيبة الانزال الجوي الثاني والعشرون، الأسس التي تقوم عليها عمليات الإنزال الجوي الحديثة والتي تعد أساس الوحدة 101 أيربورن المحمولة جوا لجيش الولايات المتحدة. 